# Tavola di Salamina

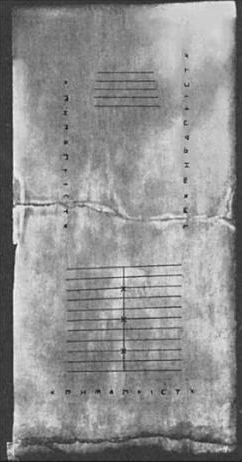
Una fotografia in bianco e nero della Tavola di Salamina

La Tavola di Salamina è un'antica tavola di conto attualmente conservata nel Museo epigrafico di Atene. Datata intorno al IV secolo a.C. e attribuita ai Babilonesi, la Tavola di Salamina prende il nome dall'isola della Grecia dove è stata trovata nel 1846: Salamina. L'importanza storica della Tavola di Salamina è notevole in quanto è la più antica tavola di conto, attualmente esistente, di cui si ha notizia.

## Descrizione
La Tavola di Salamina è una tavola rettangolare di marmo lunga 149 centimetri, larga 75 centimetri e spessa 4,5 centimetri. Il peso è di circa 130 chilogrammi. Su una delle due facce maggiori della tavola sono incise due serie di linee parallele al lato minore della faccia. Una serie è composta da cinque linee, l'altra serie è composta da undici linee. Le undici linee sono divise a metà da una linea retta a loro perpendicolare. Nei punti di intersezione tra tale linea retta e la terza, la sesta e la nona linea della serie di undici linee, sono incise delle croci. Sulla stessa faccia su cui sono incise le due serie di linee, sono incise anche tre serie di caratteri greci. Una serie è composta da tredici caratteri, le altre due serie sono composte da undici caratteri. Ogni carattere rappresenta una determinata quantità di talenti, dracme, oboli e khalki. Quindi presumibilmente la Tavola di Salamina era utilizzata per la contabilità finanziaria.